# AOA (együttes)
Az AOA (hangul: 에이오에이 ; az Ace of Angels rövidítése) az FNC Entertainment által létrehozott dél-koreai lányegyüttes. Az együttes három tagból áll: Hyejeong, Seolhyun és Chanmi. Az eredeti nyolctagos felállásból Youkyung 2016 októberében távozott, őt követően Choa 2017 júniusában, Mina 2019 májusában, Jimin 2020 júliusában, végül Yuna 2021 januárjának elején lépett ki.
Az AOA tánccsoportként és együttesként egyidejűleg népszerűsítette karrierjét, és 2012 júliusában hivatalosan debütált az Angel's Story album kiadásával. 2013 elején az AOA Black együttes egysége mérsékelt sikerrel adta ki hivatalos "MOYA" címet viselő kislemezüket. 2014 júniusában adták ki első középlemezüket, és abban az évben Japánban is debütáltak a Universal Music Japan kiadónál. A csoport országos sikert ért el 2014-ben, egy olyan slágerek sorozatát követően, amelyek koruk egyik vezető lánycsoportjává tették őket. A Heart Attack számos lejátszási listán előkelő helyezést ért el, 2015-ben az egyik legtöbbet letöltött dal lett, és egyike lett azoknak a daloknak, melyek a leghosszabb ideig szerepeltek a Melon top 100-as listáján.
A sikersorozatot követően 2016-ban debütált az AOA második promóciós egysége, az AOA Cream. Az együttes első koreai nyelvű stúdióalbuma 2017 januárjában jelent meg, néhány hónappal később pedig megtartották első jelentősebb, Ace Of Angels nevet viselő koreai koncertjüket a szöuli Olimpiai Parkban. A csoport legnagyobb slágerei közé tartozik a Miniskirt, Short Hair, Like a Cat, Heart Attack, Give Me The Love, Good Luck, Excuse Me és Bingle Bangle.

## Történetük

### 2012–2013: megalakulás és debütálás
A nyolc tagot külön-külön mutatták be július 16-tól 23-ig tartó teaser fotókkal (sorrendben: Seolhyun, Choa, Hyejeong, Chanmi, Yuna, Mina, Jimin és Youkyoung).
Az AOA-t egy „átalakuló” koncepcióval vezették be, ami a csoport szerint azt jelentette, hogy váltakozva népszerűsítik őket együttesként, különféle hangszereket játszó tagokként és tánccsoportként. A debütálásuk koncepciójának elmagyarázásával az FNC bemutatta, hogy hét tag "teljes angyal": Seolhyunari (Seolhyun), Choaya (Choa), Hyejeong. Linus (Hyejeong), Chanmi TT (Chanmi), Yunaria (Yuna), Minaring (Mina) és vezető Jiminel (Jimin), míg Youkyoung (vagy "Y") ) "félig angyal / félhalandó" néven szerepelnek, mivel csak akkor tagja, amikor a csoport zenekarként népszerűsíti, így "7 + 1" csoportnak nevezték őket. A dal és zenei videó debütált "Elvis" címmel együtt július 30-án jelent meg. A csoport a minimális siker érdekében augusztus 9-én kezdte meg a promóciót az M Countdown-on, majd a Music Bank augusztus 10-én. 
Két hónappal debütálásuk után az FNC megerősítette, hogy a csoport október 10-én visszatér egy második Wanna Be albummal. Az album borítóját kiadták a bejelentéssel együtt, amely a nyolc tagot különféle kitalált karakterekként ábrázolta. Hyejeong, Jimin, Choa, Yuna, Chanmi, Mina, Seolhyun és Youkyung a Kill Bill, a Léon a profi, a Doktor Szöszi, a Tomb Raider, a Harry Potter, Álom luxuskivitelben, a Romeo és a Júlia, valamint Az ötödik elem karaktereiként öltözve. 
2012 második felében megerősítették, hogy az AOA Black öt tagú együttese a Get Out promóciójának első hetében lép fel színpadra. Az AOA Black először visszatért a KM Music Triangle október 10-i adásán, és először adta elő a Get Out együttesi verzióját.  A zenekar második fellépése a Music Bank október 12-i adásán jelent meg.  
A következő évben, július 11-én bejelentették, hogy az AOA Black kiadja debütáló dalát, a MOYA-t. A harmadik egyedi album és a MOYA zenei videója július 26-án jelent meg, és az AOA Black ugyanazon a napon volt az első visszatérési színpadja a KBS Music Bankban.  Néhány hónappal később a tánccsoport kiadta a Confused című albumot, egy másik, a Red Motion album mellett, amelyet október 13-án adtak ki mérsékelt sikerhez. Az év végén az AOA megjelent az FNC Entertainment Cshongdam-tong 111 valóságshowján, amely dramatizált jeleneteket mutatott be a szórakoztató társaság színfalai mögött a művészek, az alkalmazottak és az egyéb alkalmazottak körében.

### 2014: Karrierjük áttörése
Január 16-án az AOA kiadta ötödik, egyetlen albumát, a Miniskirt-et, amelyet a Brave Brothers, az ElephantKingdom és a Galactika készített. Nem sokkal a megjelenése után az FNC bejelentette, hogy Seolhyun megsérülése miatt kimarad a dal promócióiról. A dal továbbra is hatalmas siker volt, és a Gaon Digitális Toplista 11. helyén és a Billboard K-Pop Hot 100 8-as helyén érte el a csúcspontot, amely országos figyelmet fordított rájuk Dél-Koreában, és elindította első slágert . Február 9-én a csoport ünnepelte első zenei show-győzelmét az Inkigayo-n.
Márciusban bejelentették, hogy Seolhyun tagja színházi debütálója lesz a Gangnam Blues akciófilmben. Ugyanazon év májusában az AOA megjelent a Real Man-ben, hogy előadják slágerjüket, és kvízvetélkedőt indítsanak a katonákkal.
A következő hónapban az AOA június 19-én adta ki a Short Hair kislemezüket első mini albumukkal együtt. Az album csúcspontja a Gaon Heti Album Toplista 4. helyén, a dal a Digital Chart 5. helyén, és júliusban az M Countdown chart tetején is meghaladta a dalt. A zenei videó a nyolcadik helyet foglalta el a Billboard júniusban megtekintett "A legnézettebb K-pop videói a világ körül" című nyolcadik helyén. A következő hónapban kiadták első fotókönyvüket, amelyet egy "színfalak mögött" videó kísért a kiadás népszerűsítésére.
Növekvő népszerűségük miatt október 1-jén az AOA kiadta első japán kislemezét, a Miniskirt című slágerük japán nyelvű változatát. Nem sokkal ezután egy mobil RPG, a Fantasy Hero promóciós modelljeinek választották őket. Október végén az FNC bejelentette, hogy az AOA újból visszatér, és hamarosan utószavakkal kezdte kibővíteni a zenei videót, bemutatva egy sötétebb Macskanő koncepciót. A Like a Cat című dal és zenei videó november 11-én jelent meg, és a zenei videó társszereplője Daniel Snoeks. A dal hatalmas siker volt, a Gaon Digitális Toplista 5. helyén és a Gaon Közösségi Toplista 1. helyezésénél egymást követő hat héten. November 19-én az AOA  hazavitte második zenei show-győzelmét a Show Champion-on. 
Az év végére az AOA növekvő népszerűsége és országos sikere egymás utáni slágerei miatt elérte őket az év öt legkeresettebb lánycsoportjának a Gaonon.

### 2015: Népszerűség növekedése és a csoport Japánbéli debütálása
Az AOA 2015. február 25-én kiadta a Like a Cat japán változatát. A kislemez az eredeti koreai nyelvű dallal, Elvis-szel és Just the Two of Us című dal japán verziójával együtt lett kiadva. Február 2-án az FNC kiadta a Like a Cat japán verziójának rövid változatú zenei videóját és a Gayp!-on az 1, helyen állt napi és heti rangsorolásban. A Like a Cat az Oricon Napi Toplista 6. helyén,és a Tower Records Shibuya-n pedig az 1. helyen állt a megjelenés első napján; a 3. helyen volt az Oricon Napi Toplista csúcspontján is.
Az AOA első Open Up! AOA valóságshow-ja február 26-án lett bemutatva a Naver portálon. A sorozat 10 epizódból állt, amelyek mindegyike 10 perc volt, és csütörtökön sugározták. Mind a nyolc tag, köztük Youkyung dobos is részt vett a programban. Az AOA elkezdte forgatni az MBC Music új, AOA One Fine Day varietéműsorát    Nanwan Majom Szigeten, Kína Hajnan tartományában,  április 7-én, 2015-ig. Az One Fine Day sugárzása 2015. június 13-án kezdődött.
Az FNC 2015. június 2-án megerősítette, hogy a csoport június közepére célzott visszatérésre készül. A csoport Heart Attack középlemezének  posztere hetekkel később jelent meg, a dal és a mini album pedig 22.-én jelent meg. A csoport visszatérő bemutatását ugyanazon a napon tartották Szöulban az AX-Hall-ban. A visszatérés hatalmas sikerrel járt. A Gaon Digitális Toplista 2. pontján érte el a csúcspontot, és a zenei toplista év végi digitális listáján az év végére több mint egymillió letöltéssel a 20 legjobb listájába került. A dal a Melon zenei listáján a leghosszabb toplistás dal is.
2015 augusztusában a csoport első fellépése az Egyesült Államokban, a KCON 2015-en lépett fel augusztus 2-án Los Angelesben és augusztus 8-án New Yorkban. Ugyanebben a hónapban kiderült, hogy az AOA visszatér Japánban egy teljes hosszúságú albummal, amely az első teljes kiadású album, amelyet az AOA kiadott, 8 korábbi japán kislemezükkel és 3 új dallal együtt, beleértve az Oh Boy című dalt is. Ezt az albumot később, 2015. október 14-én adták ki. 
Seolhyunt választották a 2015. évi KBS Entertainment Awards rendezvényének házigazdájának, Shin Dong-yup humorista és Sung Si-kyung énekes mellé.

### 2016–2017:Angel's Knockés felállási változások
Az FNC 2016. január 31-én egy új, AOA Cream alegységet hozott létre, tagjai: Yuna, Hyejeong és Chanmi. 2016. február 12-én debütálták az I'm Jelly Baby dallal. 
2016. április 12-én az AOA az OnStyle Live közvetítette a "Channel AOA" valóságshow-t. A csoportot széles körű ellenőrzésnek vetették alá, miután megjelentek a valóságshow-n, amikor Jimin és Seolhyun nem ismerte fel An Dzsunggun-t egy játékban, amelyet a sorozaton játszottak. A felháborodást és a kritikát követően a tagok nyilvános elnézést kértek cselekedeteikért. 2016 májusában kiadták a Good Luck című negyedik mini-albumot, aminek a vezető dala ugyanolyan névvel rendelkezik. A dal a Gaon Digitális Toplista 2. helyezettje volt, és az albumból több mint 40 000 darab lett eladva.
2016 októberében Youkyung a szerződés megszűnését követően távozott a csoportból. A rajongóknak szóló értesítésében bejelentette, hogy visszatér a csoportba, mint vendég tag minden AOA Black jövőbeni tevékenységéhez. 2016 novemberében az AOA kiadta második japán albumát, a Runway-t, amely tartalmazza a "Girl's Heart" dal japán nyelvű változatát, valamint egy új Still Falls the Rain című eredeti dal,  és a Give Me the Love című dal Takanori Nisikava japán zenésszel együttműködve.     
2017 januárjában az AOA kiadta első koreai teljes albumát, Angel's Knock címmel, kettő dalaival: "Excuse Me" és "Bing Bing". A Gaon Toplistán az Excuse Me a 33. helyen debütált.  A dal népszerűsége emelkedni kezdett, amikor elkezdték a zenei programok promócióját, és csúcspontja a  22. hely volt. 
Ennek ellenére három zenés műsorban győzelmet értek el a dallal a promóciók során. A promóciók végén a csoport bejelentette első nagyszabású koreai koncertjének terveit.
2017. június 22-én Choa egy Instagram-posztban jelentette be a csoportból való kilépését. Nyilatkozatában feltárta a mentális egészséggel, különösen az álmatlansággal és a depresszióval kapcsolatos küzdelmeit, és kifejezte azon kívánságait, hogy szünete legyen a hírességi életből. Június 30-án a társaság megerősítette, hogy Choa elhagyta a csoportot, és a fennmaradó hat tag továbbra is nélküle folytatja. 2017 novemberében az AOA részt vett egy icheoni rendezvényen, ahol kinevezték a jóakaratú nagykövetnek a 2018-as téli olimpián.

### 2018 – 2019:Bingle Bangle, Mina távozása,Queendomés aNew Moon
2018. május 28-án a csoport visszatért ötödik, Bingle Bangle minialbumával, az azonos című dallal. Az album egyetlen csúcspontja a Gaon Digitális Toplista 4. helyezettje volt, és a csoport Bonsang-díjat kapott a Soribada Legjobb K-Zene Awardson .     
2019. április végén megkezdődtek a szerződéskötési tárgyalások, tekintettel a tagok közelgő szerződéseinek lejáratára. Az FNC röviddel azt követően válaszolt a jelentésekre, hogy kijelentette, hogy a tagokkal folytatott szerződéses tárgyalások folyamatban vannak, és a lemondásról folytatott viták pozitívan zajlanak. Mina végül úgy döntött, hogy nem hosszabbítja meg szerződését, és elhagyta a csoportot, hogy szólóénekesi karriert folytasson. Nyilatkozatukban megerősítették, hogy a csoport ötként folytatódik. 
2019 augusztusában az AOA csatlakozott a Mnet valósági túlélési showjához, a Queendomhoz, ahol hat női K-pop csapat versenyzett egy előzetes fellépések sorozatában, és a show döntőjében mindegyik csapat ugyanazon a napon előad egy utolsó dalt, hogy elnyerjék az első helyet. A sorozatnak augusztus 29-én kezdődött a sugárzása, és a bemutató után az AOA sok pozitív fogadtatást kapott és széles körű figyelemre tett szert a show-ban való megjelenésük miatt. A Mamamoo Egoistic című számának az ő általuk előadott változata felkapott téma lett a Naver portálon, és a digitális megjelenése a feldolgozásuknak sok koreai zenei listákon szerepelt. Október 25-én a Queendom hat versenyzője kiadta az utolsó dalaikat a koreai streaming szolgáltatásokon. Az AOA kiadta a Sorry című dalt, amely az első hivatalos kiadásuk volt öttagú csapatként.
Az AOA 2019. november 26-án adta ki hatodik új minialbumát, New Moon címmel, a Come See Me című dallal a középpontjában.

### 2020–jelen: Zaklatási vádak és Jimin távozása, Yuna kilépése
2020 július elején, Mina, az együttes korábbi tagja Instagram-posztok sorozatában megvádolta Jimin-t azzal, hogy tíz éven át zaklatta őt, addig a pontig míg szándékos önkárosítást, és végül, megkísérelt öngyilkosságot kövessen el. A vádolást követően, az FNC Entertainment kiadott egy nyilatkozatot, amiben kijelentették, hogy jobban fognak ügyelni a művészeikre, és hogy Jimin el lett távolítva az együttesből, és minden hírességi tevékenységét felfüggeszti.
Július 4 óta Jimin elhagyta az AOA-t és minden szórakoztatóipari tevékenységét felfüggesztette. 
Szo Juna 2021. január 1-vel már nem tagja az együttesnek, mert lejárt a szerződése az FNC Entertainmenttel, így már csak 3 tagja van az együttesnek.

## Tagok
- Szin Hjedzsong (신혜정)
- Kim Szolhjon (김설현)
- Kim Cshanmi (김찬미)

Korábbi tagok
- Szo Jukjong (서 유경)
- Szin Dzsimin (신지 민)
- Pak Cshoa (박 초아)
- Kvon Mina (권 민아)
- Szo Juna (서 유나)

Alegységek
- AOA Black : Jimin, Yuna, Choa, Mina, Youkyung
- AOA White: [a] Hyejeong, Seolhyun, Chanmi
- AOA Cream : Yuna, Hyejeong, Chanmi

## Diszkográfia
- Ace of Angels (2015)
- Runway (2016)
- Angel's Knock (2017)

## Filmográfia
| Év   | Cím      | Csatorna | Ref. |
| ---- | -------- | -------- | ---- |
| 2019 | Queendom | Mnet     |      |

### Valóságshow-k
| Év   | Csatorna  | Cím                | Megjegyzések                         |
| ---- | --------- | ------------------ | ------------------------------------ |
| 2013 | TVN       | Cheongdam-dong 111 | Az FNC Ent. valóságshowja            |
| 2015 | Naver     | Open-up! AOA       | Az AOA első internetes valóságshowja |
| 2015 | MBCevery1 | AOA – One Fine Day | Az AOA első valóságshowja            |
| 2016 | Onstyle   | Channel AOA        | Az AOA második valóságshowja         |

## Turnék

### Bevezető
- 2017. évi AOA 1. koncert [Ace of Angels] Szöulban (2017)

### Mini koncert
- 2015. évi AOA Heart Attack turné (2015)
- 1. AOA koncert Japánban: Angels World 2015 ~ Oh Boy Academy ~ (2015)
- AOA Mini Live: Good Luck to Elvis (2016)
- AOA nyári koncert Japánban: Angels World 2016 (2016)

### Bemutatók
- AOA "Ace of Angels" debütáló bemutatója (2012)
- AOA japán bemutató (2013)
- AOA Like a Cat Mini Album bemutató (2014)
- AOA Heart Attack visszatérési bemutató "AOA League" (2015)
- AOA Good Luck Lucky Guard bemutató (2016)
- AOA 5. mini album "Bingle Bangle" bemutató (2018)
- AOA 6. mini album, "New Moon" bemutató (2019)

## Díjak és jelölések
2014. február 9-én az AOA megkapta első számú győzelmét az Inkigayo dél-koreai zenei programban a  Miniskirt című dallal.

## Fordítás
Ez a szócikk részben vagy egészben  az   AOA (group) című angol Wikipédia-szócikk ezen változatának fordításán alapul.  Az eredeti cikk szerkesztőit annak laptörténete sorolja fel. Ez a jelzés csupán a megfogalmazás eredetét és a szerzői jogokat jelzi, nem szolgál a cikkben szereplő információk forrásmegjelöléseként.